# Xplodera mig 2000
Xplodera mig 2000 är ett musikalbum av Joakim Thåström som släpptes mars 1991. Alla låtar och texter är skrivna av Thåström förutom spår 8 där Peter Puders och Sankan Sandqvist hjälpt till att göra musiken. På albumet märker man en mycket råare stil från Thåström som han senare skulle utveckla i industrimetalbandet Peace Love & Pitbulls. En intressant sak med låten "Radio Thåström" är att Fjodor från Ebba Grön sjunger med i refrängen.
En nyutgivning gjordes till hösten 2011, 20 år efter att originalet släpptes. Jubileumsutgåvan innehåller extraspår och en dvd med 10 videor.

## Låtlista
| Nummer | Titel                    | Längd | Notering                                                                                            |
| ------ | ------------------------ | ----- | --------------------------------------------------------------------------------------------------- |
| 1      | Radio Thåström           | 3.25  | |
| 2      | Ich liebe dich           | 4.19  | |
| 3      | Elektrisk                | 4.40  | |
| 4      | Elvis Presley för en dag | 4.40  | Inkluderad på samlingsalbumet Be-bop-a-lula hela jävla dan, som även tog sin titel från låtens text |
| 5      | King Kong                | 3.10  | |
| 6      | Miss Huddinge -72        | 5.07  | |
| 7      | Alla har fel (igen)      | 3.16  | Även som singel                                                                                     |
| 8      | Xplodera mig             | 4.40  | Även som singel                                                                                     |
| 9      | Fuzzbox                  | 4.20  | |
| 10     | Ballad i P-moll          | 5.47  | |